# Ocupación japonesa de Kiska
La ocupación japonesa de Kiska tuvo lugar entre el 6 de junio de 1942 y el 28 de julio de 1943 durante la Campaña de las Islas Aleutianas del teatro americano y el teatro del Pacífico de la Segunda Guerra Mundial. Los japoneses ocuparon Kiska y la cercana isla Attu para proteger el flanco norte del Imperio japonés. Junto con el aterrizaje de Attu al día siguiente, fue la primera vez que los Estados Unidos continentales fueron ocupados por una potencia extranjera desde la guerra de 1812, y fue una de las dos únicas invasiones de los Estados Unidos durante la Segunda Guerra Mundial.

## Ocupación
Inicialmente, la única presencia militar estadounidense en Kiska era una estación meteorológica de la Armada de los Estados Unidos compuesta por doce hombres, dos de los cuales no estuvieron presentes durante la invasión, y un perro llamado Explosión. Los japoneses irrumpieron en la estación, matando a dos estadounidenses y capturando a siete. Después de darse cuenta de que el suboficial en jefe William C. House había escapado, las fuerzas de ocupación iniciaron una búsqueda. La búsqueda terminó en vano, y House se rindió unos cincuenta días después de la incautación inicial de la estación meteorológica, ya que no pudo hacer frente a las condiciones de congelación e inanición. Después de 50 días de comer solo plantas y gusanos, pesaba solo 36 kilos. De antemano, los prisioneros de guerra habían sido enviados a Japón.
El ataque a Pearl Harbor y el comienzo del teatro del Pacífico en la Segunda Guerra Mundial, junto con las amenazas japonesas a la parte continental de Alaska junto con el resto de la costa oeste de los Estados Unidos, ya habían hecho de la construcción de una carretera de acceso de defensa a Alaska una prioridad. El 6 de febrero de 1942, la construcción de la autopista Alaska fue aprobada por el ejército de los EE. UU., y el proyecto recibió la autorización del Congreso de los EE. UU., y del presidente Franklin D. Roosevelt para continuar cinco días después.
En reacción a la ocupación japonesa, las fuerzas estadounidenses y aliadas emprendieron una campaña continua de bombardeo aéreo contra las fuerzas japonesas en Kiska. Además, los buques de guerra de la Armada de los Estados Unidos bloquearon y bombardearon periódicamente la isla. Varios buques de guerra japoneses, barcos de transporte y submarinos que intentaban viajar a Kiska o Attu fueron hundidos o dañados por las fuerzas de bloqueo.

### Evacuación japonesa y bajas aliadas
Artículo principal: Operación Cottage
En mayo de 1943, las fuerzas estadounidenses aterrizaron en Attu en la Operación Landcrab y posteriormente destruyeron la guarnición japonesa allí. En respuesta, la Armada Imperial Japonesa evacuó con éxito Kiska poniendo fin a la presencia japonesa en las Islas Aleutianas.
El 29 de julio de 1943, el contralmirante Kimura Masatomi, al mando de dos cruceros ligeros y diez destructores, se deslizó a través del bloqueo estadounidense al amparo de la niebla y rescató a 5.193 hombres. La operación fue dirigida por los cruceros ligeros Abukuma (1.212 hombres) y Kiso (1.189 hombres), y los destructores Yugumo (479 hombres), Kazagumo (478 hombres), Usugumo (478 hombres), Asagumo (476 hombres), Akigumo (463 hombres) y Hibiki (418 hombres). Los destructores Hatsushimo, Naganami, Shimakaze y Samidare dieron cobertura a la operación.
Sin estar completamente seguros de que los japoneses se habían ido, los estadounidenses y los canadienses ejecutaron un desembarco sin oposición en Kiska el 15 de agosto, asegurando la isla y poniendo fin a la campaña de las Islas Aleutianas. Después del aterrizaje, los soldados fueron recibidos por un grupo de perros que habían quedado atrás. Entre ellos estaba Explosión, a quien habían cuidado los japoneses.
Más de 313 bajas aliadas resultaron de este ataque en la isla desocupada, debido a fuego amigo, accidentes, minas terrestres y trampas cazabobos.

## Operaciones navales
El 19 de junio de 1942, un avión estadounidense atacó y hundió al petrolero japonés Nissan Maru en el puerto de Kiska y el 30 de junio las fuerzas navales estadounidenses bombardearon la isla. El submarino estadounidense USS Growler atacó y hundió un destructor japonés a 11 km., al este del puerto de Kiska el 5 de julio, otros dos destructores también sufrieron graves daños. Más de 200 marinos japoneses murieron o resultaron heridos, mientras que los estadounidenses no sufrieron pérdidas, se convirtió en el compromiso más sangriento durante las operaciones en Kiska y sus alrededores. El USS Grunion fue atacado por tres cazadores de submarinos japoneses mientras patrullaba el puerto de Kiska el 15 de julio. En respuesta, disparó y hundió dos de los barcos japoneses y dañó el tercero. El USS Grunion se perdió unas semanas más tarde frente a Kiska el 30 de julio con todas las manos, se sospecha que se hundió después de que uno de sus propios torpedos viajó en círculos cuando atacó al Kano Maru y hundió al submarino americano.
El 8 de agosto, el buque de carga japonés Kano Maru fue hundido en el puerto de Kiska por un hidroavión PBY Catalina. Días antes, el buque de carga fue dañado por uno de los torpedos de USS Grunion. El transporte Nozima Maru también fue bombardeado y hundido en el puerto de Kiska el 15 de septiembre. El 5 de octubre, el barco de vapor nipón Borneo Maru fue hundido en Gertrude Cove y el 17, el destructor Oboro fue hundido por un avión estadounidense. El RO-65 se hundió frente a Kiska el 4 de noviembre, el Montreal Maru el 6 de enero de 1943 y el Uragio Maru el 4 de abril. El I-7 fue abandonado por su tripulación el 23 de junio mientras ayudaba a eliminar la guarnición de Kiska. Fue perseguido por el USS Monaghan.